# 4-хлоротолуен
4-хлоротолуен (п-хлоротолуен) ― хлорорганічна сполука, похідна толуену з формулою {\displaystyle {\ce {ClC6H4CH3}}}. За стандартних умов і кімнатної температури є безбарвною рідиною.

## Отримання
2-хлоротолуен отримують хлоруванням толуену. При цьому утворюється суміш 2-хлоротолуену та 4-хлоротолуену, яку розділяють за допомогою дистиляції.

## Хімічні властивості

### Заміщення в ароматичному кільці
4-хлоротолуен може брати участь у реакціях електрофільного ароматичного заміщення. Переважно, замісник опиняється в положенні 2, але інші ізомери також утворюються.

### Реакції метильної групи
При вільнорадикальному хлоруванні атоми гідрогену метильної групи можуть бути заміщені на атоми хлору:
{\displaystyle {\ce {C6H4ClCH3 + 3Cl2 -> C6H4ClCCl3 +3HCl}}}
При окисненні метильної групи утворюється 4-хлоробензойна кислота.

### Заміщення атома хлору
Хлоротолуен може гідролізуватися при взаємодії з основою за температури 350―400 °C і тиску 30 мПа.
У присутності благородних металів можливе відновлення до толуену.